# Le Recouvreur de dettes
Pour plus de détails, voir Fiche technique et Distribution.
Le Recouvreur de dettes (russe : Коллектор, Kollektor) est un drame psychologique à suspense russe réalisé par Alekseï Krassovski (ru) et sorti en 2016.

## Synopsis
Arthur est un agent de recouvrement bancaire qui travaille avec de gros débiteurs. Un vrai professionnel, cynique et froid, brillant psychologue praticien. Arthur ne s'occupe que des très grosses dettes, il rapporte à lui seul plus d'argent à l'entreprise que tous les autres employés réunis.
Un jour, Arthur lui-même se retrouve inopinément en position de victime. Une vidéo apparaît sur Internet, dans laquelle Arthur est présenté sous son jour le plus négatif. La vidéo a été mise en ligne par une femme qui voulait venger son mari qui, selon elle, s'est suicidé après qu'Arthur ne lui a « pas laissé d'autre choix ». L'histoire ayant suscité un tollé, une foule de journalistes et de simples citoyens inquiets attendent l'agent de recouvrement dans la rue. Le propriétaire de l'agence le licencie immédiatement, ses amis et collègues coupent presque instantanément tout contact. Arthur a jusqu'à 6 heures du matin pour quitter son bureau. Il est confronté à un choix cornélien : fuir ou découvrir du jour au lendemain ce qui se passe et qui l'a piégé. Arthur ne sait pas comment abandonner, il est déterminé à prouver son innocence. Au monde - pour ce que la vidéo lui attribue - et à son auteur - pour la mort du mari.
Il réussit brillamment l'un et l'autre. Mais le problème, c'est que la malheureuse femme n'est tout simplement pas intéressée par son innocence....

## Fiche technique
- Titre français : Le Recouvreur de dettes[1]
- Titre original russe : Коллектор, Kollektor[2]
- Réalisation : Alekseï Krassovski (ru)
- Scénario : Alekseï Krassovski (ru)
- Photographie : Denis Firstov
- Musique : Dmitri Selipanov
- Production : Gueorgui Chabanov
- Sociétés de production : Paprika Production
- Pays de production :  Russie
- Langues originales : russe
- Format : Couleurs
- Genre : drame psychologique à suspense
- Durée : 74 minutes
- Dates de sortie :
  - Tchéquie : 2 juillet 2016 (Festival international du film de Karlovy Vary)
  - Russie : 6 octobre 2016 (Kinotavr 2019)
  - France : 11 novembre 2016 (Festival du film russe de Paris)

## Distribution
- Constantin Khabenski ; Arthur
- Ksenia Bouravskaïa (ru) : Natalia Sergueïevna
- Aleksandr Tioutine (ru) : Roman Petrovitch
- Valentina Loukachtchouk (ru) : Liza
- Ievgueni Stytchkine (ru) : Lev
- Igor Zolotovitski (ru) : Kourtchatov
- Daria Moroz : Ksenia
- Tatiana Lazareva (ru) : Tatiana
- Polina Agoureïeva (ru) : Tamara
- Kirill Pletniov (ru) : Ievgueni
- Nikita Tiounine (ru) : Sergueï Vitalievitch Iourlov